# Wang Shucheng
Wang Shucheng (chinesisch 汪恕诚; * 18. Dezember 1941 in Liyang, Jiangsu) ist ein chinesischer Politiker der Kommunistischen Partei Chinas (KPCh), der unter anderem von 1998 bis 2007 Minister für Wasserwirtschaft im Staatsrat der Volksrepublik China war.

## Leben
Wang Shucheng begann nach dem Schulbesuch 1959 ein Studium an der Abteilung für Wasserwirtschaft der Tsinghua-Universität und schloss dieses 1968 ab. Während des Studiums trat er 1965 der Kommunistischen Partei Chinas (KPCh) als Mitglied bei. Nach Abschluss des Studiums trat er 1968 in das Ministerium für Wasserwirtschaft ein und war dort bis 1978 zunächst Mitarbeiter der 1. Ingenieursektion der Ingenieurabteilung Nr. 6 und absolvierte während dieser Zeit auch postgraduale Studien. Anschließend war er von 1978 bis 1984 stellvertretender Sekretär des Parteikomitees der 1. Ingenieursektion der Ingenieurabteilung Nr. 6 des Ministeriums für Wasserwirtschaft sowie zwischen 1980 und 1982 stellvertretender Chef der 1. Ingenieursektion der Ingenieurabteilung Nr. 6 des Ministeriums für Energiewirtschaft sowie zugleich stellvertretender Sekretär des Parteikomitees dieser Sektion. Er war danach von 1982 bis 1984 Sekretär der Disziplinarkommission des Parteikomitees der Ingenieurabteilung Nr. 6 des Ministeriums für Energiewirtschaft sowie zwischen 1984 und 1986 stellvertretender Sekretär des Parteikomitees der zum Ministerium für Wasserwirtschaft der Volksrepublik China gehörenden Chinesischen Wasserwirtschaftsentwicklungsgesellschaft. Im Anschluss war er von 1986 bis 1987 in Personalunion stellvertretender Leiter der Abteilung für Wasserschutz und Wasserkraftentwicklung des Ministeriums für Wasserwirtschaft sowie zugleich stellvertretender Geschäftsführer der Chinesischen Wasserwirtschaftsentwicklungsgesellschaft. Daraufhin bekleidete er von 1987 bis 1988 die Funktion als Leiter der Abteilung für Wasserschutz und Wasserkraftentwicklung des Ministeriums für Wasserwirtschaft sowie danach zwischen 1988 und 1993 im Ministerium für Energieressourcen Leiter der Abteilung für Wasserkraftentwicklung.
1993 wurde Wang Vize-Minister im Ministeriums für Energiewirtschaft und bekleidete diesen Posten bis 1998. Während dieser Tätigkeit absolvierte er 1995 ein Studium an der Zentralen Parteihochschule der Kommunistischen Partei Chinas. Des Weiteren war er von 1997 bis 1998 auch stellvertretender Geschäftsführer der Staatlichen Elektrizitätsgesellschaft. Als Nachfolger von Niu Maosheng übernahm am 4. November 1998 schließlich selbst das Amt als Minister für Wasserwirtschaft im Staatsrat der Volksrepublik China und bekleidete dieses bis zum 27. April 2007, woraufhin Chen Lei seine Nachfolge antrat. Auf dem XVI. Parteitag (8. bis 14. November 2002) wurde er Kandidat des Zentralkomitees der Kommunistischen Partei Chinas (ZK der KPCh) und gehörte diesem Führungsgremium der Partei bis zum XVII. Parteitag (15. bis 21. Oktober 2007) an. 2008 wurde er Mitglied des Ständigen Ausschusses des Nationalen Volkskongresses, ein Komitee mit etwa 150 Mitgliedern des Nationalen Volkskongresses, welcher zwischen Plenartreffen des Nationalen Volkskongresses einberufen wird und gemäß der Verfassung der Volksrepublik China Gesetzgebungen innerhalb einer vom Volkskongress gestellten Frist bearbeitet, womit er de facto das Parlament der Volksrepublik ist. Er war zugleich zwischen 2008 und 2013 auch stellvertretender Vorsitzender des Finanz- und Wirtschaftsausschusses des Nationalen Volkskongresses.